# Aluizio Veras
Aluizio Martins Veras Filho (Porto Alegre, 12 de fevereiro de 1955) é um instrumentista, arranjador e compositor brasileiro.
Como compositor, Aluizio Veras escreve músicas desde 1997 - quando gravou seu disco O Portal -  e arranjos para instrumentos solo, pequenos grupos e orquestras. Acompanhou Luiz Melodia, no Festival de Montreux, na Suíça, e em festival da Alemanha. Também tocou com, Tim Maia, Emílio Santiago,Bibi Ferreira. Atuou como contrabaixista de Márcio Montserrat e Clara Becker.
Filhos: Térence Veras, Juliana Veras e Julya Veras